# Villa Suess

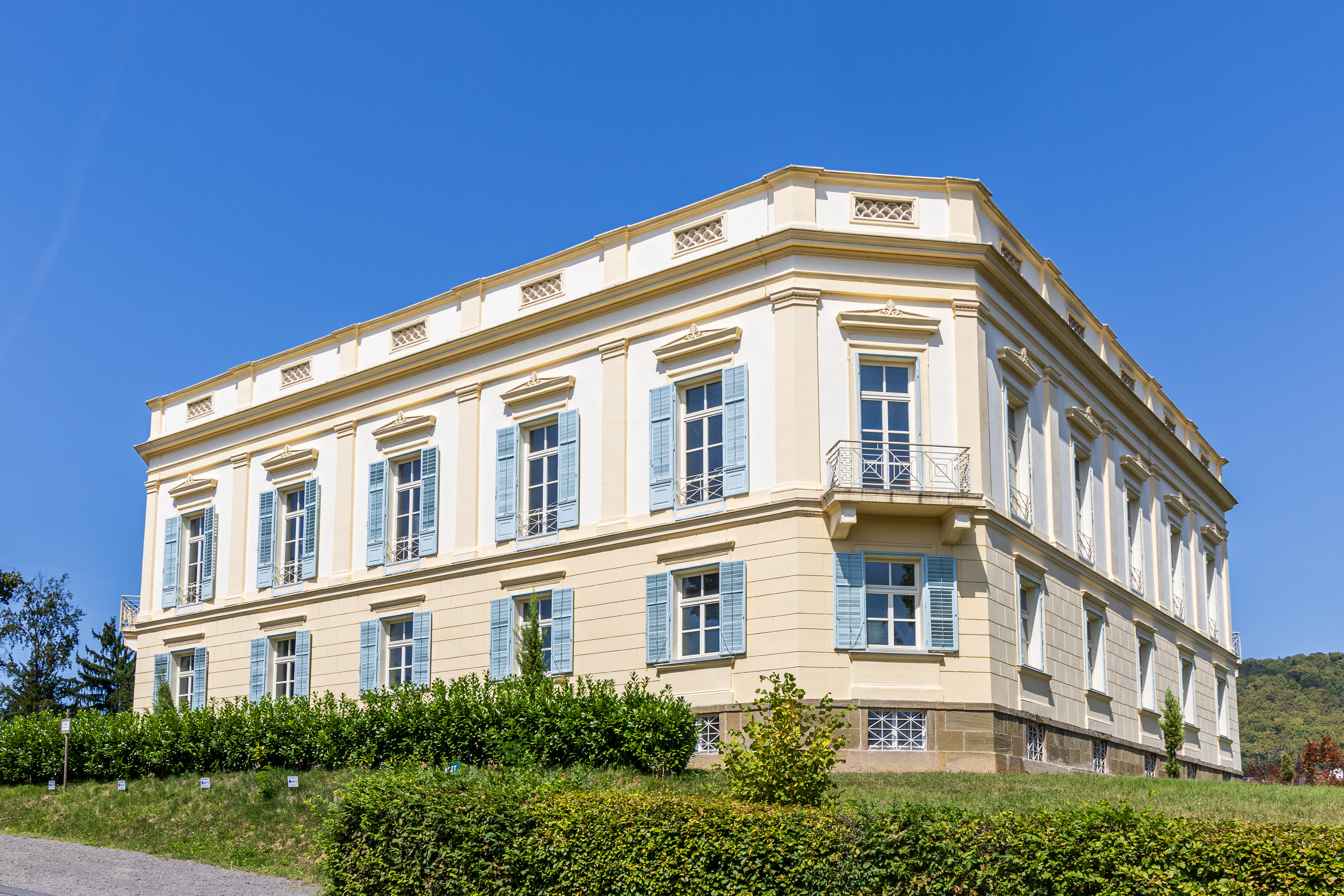
Villa Suess in Bad Gleichenberg

Die Villa Suess (auch: Villa Süss bzw. Villa Sophie) ist ein seit 2019 denkmalgeschütztes (Listeneintrag) historisches Gebäude in Bad Gleichenberg in der Steiermark.

## Geschichte
Die Villa Suess ist eines der ältesten Gebäude in Bad Gleichenberg und wurde 1845 vom Grazer Geschäftsmann H. v. Suess erbaut. Das Kellergeschoß wurde aus massiven Felsen aus dem ehemaligen Steinbruch zwischen Bad Gleichenberg und Bairisch Kölldorf errichtet. Es diente ursprünglich als Sommerhaus. Nachdem die Erben keine Einigung erzielen konnten, wurde das Haus 1888 verkauft und an vermögende Gäste vermietet. In den 1920er Jahren wurde es an die Wasserversorgung angeschlossen und in Villa Sophie umbenannt (nach Sophie Bruselle). 1938 wurden die Liegenschaft und das Gebäude Deutsches Eigentum. Im März 1943, als in Bad Gleichenberg ein großes Lazarett eingerichtet wurde, wurde auch die Villa Suess als Quartier für Verwundete und kranke Soldaten genutzt. Das Lazarett wurde am 27. März 1945 mit dem Vormarsch der Roten Armee evakuiert. Bei der Bombardierung des Ortes durch sowjetische Panzereinheiten wurde auch die Villa Suess beschädigt. Nach Abzug der sowjetischen Truppen im Juni 1945 und mit der englischen Besatzung begann der Wiederaufbau.

## Lage und Eigentümer
Die Liegenschaft mit der Grundstücksnummer 88/2 steht dominierend auf einer Geländekuppe (303 m ü. A.) und weist eine Fläche von 14.639 m² auf und steht, mit dem darauf befindlichen Gebäude mit der Adresse Albrechtstraße 2, im Eigentum der Gleichenberger und Johannisbrunnen GmbH.
Am Gebäude führt südwestlich die Albrechtstraße, etwa 12 Meter vor dem Gebäude, vorbei. Die Mailandbergstraße führt südöstlich ca. 21 Meter vor dem Haus vorbei und macht um das Gebäude einen Bogen nach Nordosten. Auf der westlichen und südwestlichen Seite befindet sich eine große Freifläche.

## Gebäude
Das quadratische, zweistöckige, symmetrisch aufgebaute Gebäude ist an den Längsseiten ca. 30 Meter lang (Baufläche 875 m²) und hat an den Ecken abgeschrägte Kanten mit je einer im ersten Obergeschoß befindlichen Fenstertüre mit einem Balkon an jeder Ecke. Der Grundriss bildet somit ein Achteck.
Das Gebäude mit einem nur halb versenkten Kellergeschoß (Hochkeller) steht mit den abgeschrägten Ecken in etwa ausgerichtet auf die vier Himmelsrichtungen.
An jeder Seite des Hauses befinden sich fünf Fensterachsen. Die Fenster im Obergeschoß sind alle als Fenstertüren ausgebildet und mannshoch. Die Fenster im Erdgeschoß sind etwa 1,5 Meter hoch. Im Obergeschoß befindet sich auch zwischen jedem Fenster ein Pilaster. Über jedem der 24 Fenster je Geschoß befindet sich eine Fensterverdachung, die im Obergeschoß dreieckig (Dreiecksgiebel) ausgebildet ist und im Erdgeschoß als waagrechtes Gesims.